# Christian Karl Hartmann
Christian Karl Hartmann, född omkring 1750 i Altenburg, död i början av 1800-talet, var en flöjtist och kompositör.

## Biografi
Christian Karl Hartmann föddes omkring 1750 i Altenburg. Han var en utmärkt flöjtvirtuos och medlem av Stora operans orkester i Paris. Hartmann komponerade konserter för flöjt. Han avled i början av 1800-talet.